# Synodontis grandiops
Synodontis grandiops, im Deutschen auch Großaugen-Kuckucks-Fiederbartwels genannt, gehört zur Unterfamilie der Fiederbartwelse (Mochokinae) der Familie Mochokidae.
Nach dem nah verwandten Synodontis multipunctatus (Vielgepunkteter Kuckucks-Fiederbartwels) ist es die zweite Fischart, bei der Brutparasitismus beobachtet worden ist. Zeitlich gesehen ist es sogar der erste Wels, bei dem dieses besondere Fortpflanzungsverhalten festgestellt worden ist, aber er wurde bis zu seiner späten wissenschaftlichen Beschreibung nicht als eigenständiges Taxon erkannt, sondern mit der Art S. multipunctatus "in einen Topf geworfen". Der Brutparasitismus selbst wurde erstmals von Hobby-Aquarianern beobachtet, allerdings kam es dabei zu mehreren Falschidentifikationen der Art (sie wurde zunächst als S. petricola und kurz danach als S. njassae bezeichnet, zwei Fiederbartwelse, die keinen Brutparasitismus betreiben!). Für den Laien sind die Unterschiede zwischen diesen Arten nicht unbedingt leicht zu erkennen, da sie sich in wesentlichen Merkmalen ähneln. Selbst Fachleuten fällt es mitunter schwer, die beiden Kuckucks-Fiederbartwelsarten eindeutig zu erkennen.

## Merkmale
Mit 15 Zentimetern Gesamtlänge bleibt S. grandiops deutlich kleiner als S. multipunctatus, der bis zu 28 Zentimeter lang werden kann.
Wie der Name sagt, hat S. grandiops große Augen (grandiops, eine Kombination aus dem lateinischen grandis für groß und dem griechischen ops, das Auge bedeutet), größere als S. multipunctatus. Weiterhin haben z. B. die Brustflossen bei S. grandiops sieben geteilte Flossenstrahlen (im Gegensatz zu acht bei S. multipunctatus). Obwohl inzwischen die Unterschiede der beiden Arten bekannt sind, werden sie im Zierfischhandel nach wie vor nicht unterschieden. Die meisten Welse, die als S. multipunctatus bezeichnet werden, sind in Wirklichkeit Synodontis  grandiops.
Flossenformel: Dorsale II/7, Anale III–IV/6–8, Pectorale I/7.

## Vorkommen
Bisher wurde S. grandiops ausschließlich im Tanganjikasee gefunden. Er ist dort weit verbreitet und bewohnt die bodennahen Zonen des Küstenbereichs. Dabei kann es sich um Sand- oder Schlammböden oder auch um Gebiete mit leeren Schneckenhäusern handeln.

## Fortpflanzungsbiologie
Die Kuckucks-Fiederbartwelse sind unter den Fischen die einzigen bekannten Brutparasiten und nutzen maulbrütende Buntbarsche als Wirte. Die jungen Welse schlüpfen eher als die Buntbarschjungen aus den Eiern und nutzen deren Eier und Larven als erste Nahrung. Es kommt aber auch vor, dass sie sich als Larven gegenseitig im Maul des Wirtes auffressen, so dass schließlich nur noch ein Jungtier übrig bleibt. Von anderen Fiederbartwelsarten ist bereits beobachtet worden, dass sie während des Laichgeschäfts von Maulbrütern deren Eier fressen. Die Kuckucks-Fiederbartwelse fressen ebenfalls einen Teil der Maulbrütereier, legen ihre eigenen aber dazu. Diese werden dann anstelle oder zusammen mit den Maulbrütereiern vom Maulbrüterweibchen aufgenommen.

## Zuchthinweise
Es könnte sein, dass manche Buntbarscharten aus dem Tanganjikasee bereits während der Evolution gelernt haben, dass die Kuckuckswelse eine Gefahr für ihre Brut darstellen. Besonders Tropheus-Arten reagieren äußerst aggressiv auf die Welse, wenn diese versuchen, das Laichgeschäft zu stören. Mit anderen Maulbrütern, z. B. Malawi- oder Victoriaseecichliden, können die Tiere im Aquarium hingegen gut vermehrt werden. Diese Buntbarsche vertreiben die Welse etwas weniger vehement. Es gelingt aber auch mit Tanganjikasee-Buntbarschen wie etwa Haplochromis horei.